# بيير دوبوا
بيير دوبويس (بالفرنسية: Pierre Dubois)‏ هو محامي وكاتب فرنسي، ولد في 1250 في نورماندي في جيرزي، وتوفي في 1312.

## وصلات خارجية
- بيترو دوبويس على موقع الموسوعة البريطانية (الإنجليزية)